# Flogsta

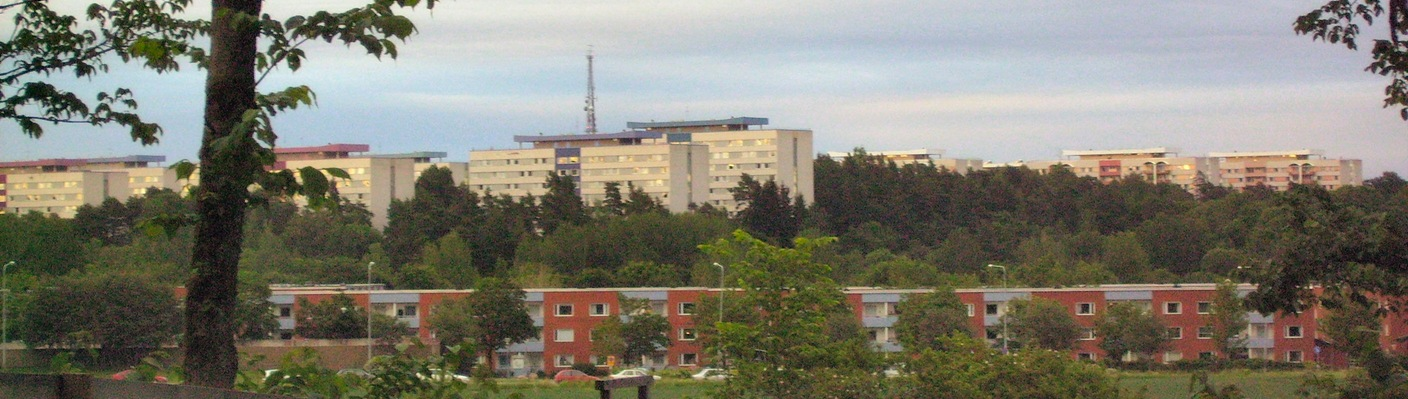
Flogsta, Uppsala, 2006

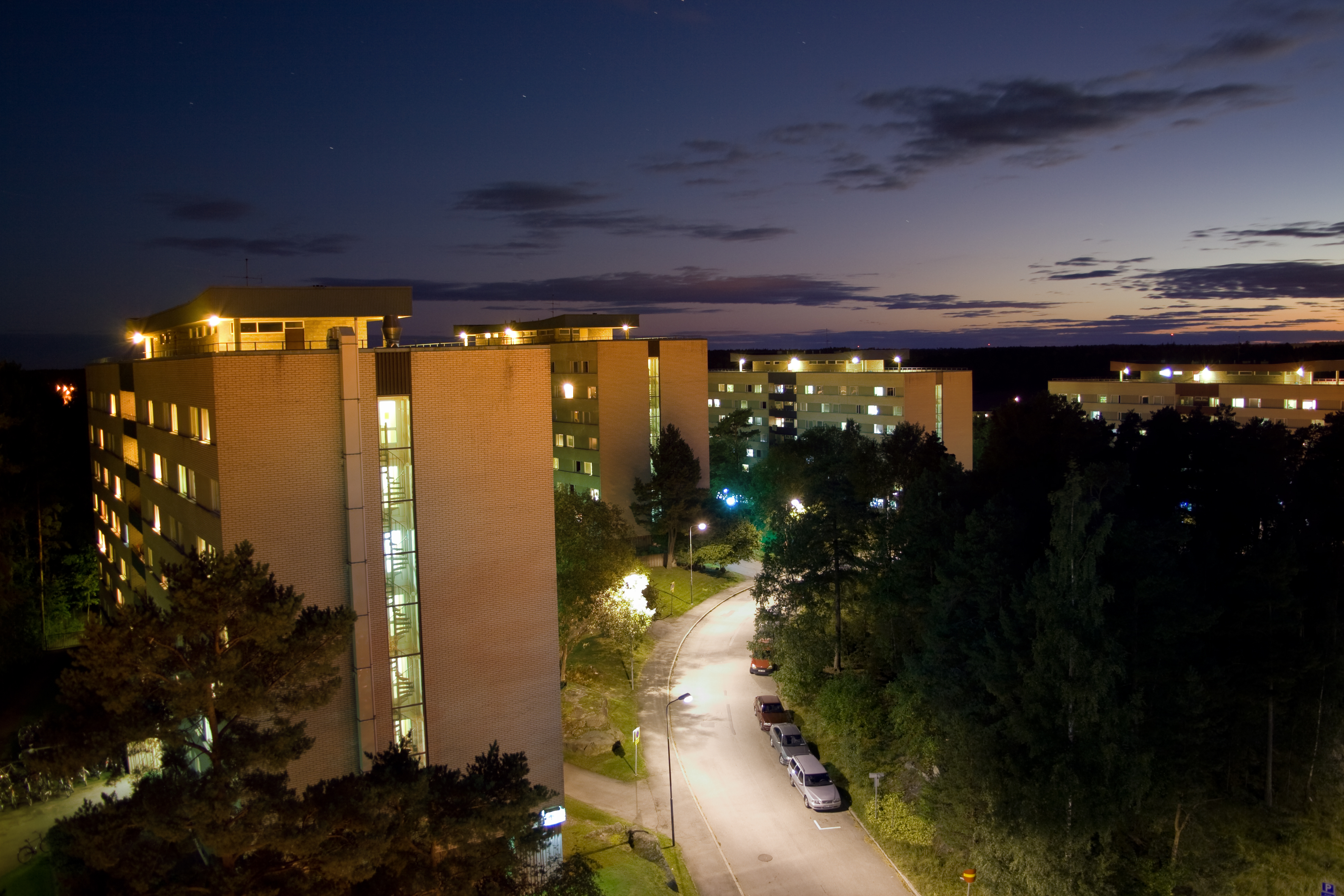
Blick über Sernanders väg in Flogsta

Flogsta ist ein Ortsteil im Westen der schwedischen Stadt Uppsala. Er gehört zum Stadtteil Flogsta-Ekeby.
Das Wohngebiet liegt ungefähr vier Kilometer westlich des Stadtzentrums und ist durch Buslinien sowie eine Reihe von Fahrradwegen an die anderen Viertel der Stadt angebunden.
Einen großen Teil der Gebäude machen mehrstöckige Wohnblocks aus. Studenten der Universität Uppsala oder der SLU bilden auch den Großteil der Einwohnerschaft Flogstas.
In den Studentenheimen am Sernanders Väg ist es seit den 1970er oder 1980er Jahren Tradition, jeden Tag um 22:00 aus den Fenstern zu schreien. Aufnahmen davon wurden auf YouTube populär.